# Provincia de Buga
La provincia de Buga fue una de las provincias del Estado Soberano del Cauca y del Departamento del Cauca (Colombia). Fue creada por medio de la ley 81 del 11 de octubre de 1859, a partir del territorio central de la provincia del Cauca. Tuvo por cabecera a la ciudad de Buga. La provincia comprendía el territorio de las actuales regiones vallecaucanas del Centro y Sur.

## Geografía

### Límites
La provincia de Buga en 1859 limitaba al sur con las provincias de Cali y Palmira; al oriente con la cima de la cordillera Central hasta las cabeceras de la quebrada del Presidente y descendiendo por ella aguas abajo hasta su confluencia con el río Cauca, luego por el curso de este hasta la desembocadura del riachuelo de Regina y de allí a sus cabeceras en la cordillera Occidental; finalmente la cima de esta cordillera hasta tocar la provincia de Cali, dividiendo la de San Juan.

### División territorial
En 1876 la provincia comprendía los distritos de Buga (capital), El Cerrito, Guacarí y San Pedro; división que permaneció invariable hasta su disolución.